# Medusa'scream
Medusa'Scream (también escrito Medusa scream) es una banda de rock rusa, formada en abril del 2005. 
La banda ha lanzado dos EP y un demo, su último EP, Калипсо fue lanzado en noviembre del 2010. Actualmente la banda está firmada con Kap-Kan Records.

## Historia

### Inicios y[demo]нстрация(2005-2007)
Medusa'Scream se originó en la ciudad de Stalingrado, Volgogrado, en Rusia, por Evgeny Boriskin (voz), Evgeny Koych (guitarra), Misha Onshin (bajo) y David Tegerashvili (batería), en abril del 2005.
A finales del año, la banda lanzó su primer demo, [demo]нстрация (conocido también como [demo]instration), producido por la banda y grabado en sus casas. El demo se hizo conocido en Internet rápidamente, y gracias a su reconocimiento, comenzaron una gira por el país a mediados del 2006. En esta gira, la banda lanza el sencillo Ты слышишь? (junto al b-side Дальше чем можно), producido por Anton Eremin y la banda.

### Medusa'Scream(2007-2010)
En el 2007, la banda estuvo grabando seis temas, los que fueron lanzados en su primer EP homónimo, lanzado el 3 de septiembre de 2007. Producido por la banda y Anton Malovichko, este ha producido todos los sencillos y álbumes de la banda en adelante, y es el primer EP lanzado con Kap-Kan Records, casa con la que se firmó a inicios del 2007. El video de Хотел Остаться fue lanzado el 12 de diciembre. El 10 de septiembre de 2008, la banda lanzó el video de Песок.
En junio de 2008, la banda comienza la gira Zeroes & Ones Tour, visitando bastantes ciudades dentro de Rusia. El 3 de noviembre de 2008, la banda lanzó el sencillo Zeroes & Ones. Su video fue lanzado en su página oficial en diciembre y el 9 de enero de 2009 en YouTube.
Además del tour, Medusa'Scream participó en el "Death Fest". En septiembre, la banda entró a estudio para grabar un nuevo material. En febrero del 2010, la banda telonió a 30 Seconds to Mars en la ciudad de San Petersburgo. 
El vocalista Evgeny Boriskin dejó la banda en abril del 2010, por razones desconocidas, el baterista David Tegerashvili tomó las voces, siendo sólo percusionista en vivo y cumpliendo su antigua función en estudio, en presentaciones la banda usa miembros invitados.
El sencillo de Лоскуты se publicó en julio del 2010.

### Калипсо(2010-presente)
El 24 de noviembre de 2010, la banda lanzó su segundo EP, Калипсо (también llamado Calypso) de cuatro canciones.
El 6 de diciembre se lanzó el video de One One, esta canción a diferencia de otras, es totalmente folk rock. El 10 de febrero de 2011 se lanzó el video de Нет смерти. Нет Боли. El 11 de abril se lanzó el video Никто. Никогда.. El 21 de septiembre se lanzó el video de una nueva canción, Колёса и марки.

## Género musical
Medusa'scream es una banda de post-hardcore, lo que es reflejado en sus dos primeros trabajos, además de bases de emo y rock ambiental. Su más reciente EP, cuenta con un cambio de imagen, líricas y género, siendo el primero sin su vocalista inicial, Evgeny Boriskin. Además del post-core existente, este sonido más maduro define a la banda como rock alternativo, con influencias de rock electrónico, rock experimental y pop punk, dejando un poco de lado las voces gritadas (screaming), pero con un gran manejo en la guitarra, que puede variar de melódica a pesada, además de la habilidad del bajista Misha Onshin, lo último se ve reflejado en una de sus canciones más conocidas, Хотел Остаться. Además de sus diferentes estilos, la banda también tiene influencias de folk, como en el sencillo One One.

## Miembros
Miembros actuales
- David Tegerashvili – Voces, batería, percusión, coros
- Evgeny "Zhenya" Koych – Guitarras, coros
- Misha Onshin – Bajo, coros

Miembros pasados
- Evgeny Boriskin – Voces(2005-2010)

## Discografía
Álbumes
- [demo]нстрация (Demo, Auto-lanzado, 2005)
- Medusa'scream (EP, Kap-Kan Records, 2007)
- Калипсо (EP, Kap-Kan Records, 2010)

Videos musicales
| Año  | Video                   |
| ---- | ----------------------- |
| 2007 | "Хотел Остаться"        |
| 2008 | "Песок"                 |
| 2008 | "Нули и Единицы"        |
| 2010 | "Оле-оле"               |
| 2011 | "Нет смерти. Нет Боли." |
| 2011 | "Никто. Никогда."       |
| 2011 | "Колёса и марки"        |

Singles
| Año  | Canción                          | Director                |
| ---- | -------------------------------- | ----------------------- |
| 2006 | "Ты слышишь?"                    | Ты слышишь? [Single]    |
| 2007 | "Хотел Остаться"                 | Medusa'Scream [EP]      |
| 2008 | "Песок"                          | Medusa'Scream [EP]      |
| 2008 | "Нули и Единицы [Zeroes & Ones]" | Zeroes & Ones [Single]  |
| 2010 | "Оле-оле [Россия 2018]"          | Оле-оле [Single]        |
| 2011 | "Нет смерти. Нет Боли."          | Калипсо [EP]            |
| 2011 | "Никто. Никогда."                | Калипсо [EP]            |
| 2011 | "Колёса и марки"                 | Колёса и марки [Single] |